# Ottomar Domrich
Ottomar Domrich (nacido el 22 de abril de 1819 en Oldisleben; † el 1 de abril de 1907 en Meiningen) fue un médico alemán.

## Vida
Ottomar Domrich estudió medicina en las universidades de Jena y Würzburg desde 1837. Mientras estudiaba en Jena, se convirtió en miembro de la fraternidad Arminia en Burgkeller en el semestre de invierno de 1840.  Se doctoró en Jena en 1842. Luego trabajó como médico asistente en los Sanatorios Unidos de Jena antes de completar su habilitación como profesor privado de enfermedades mentales, antropología psicológica, patología general y fisiología en Jena en 1845. En 1846 fue nombrado director del Instituto de Fisiología de Jena. En 1848 se convirtió en profesor asociado y en 1854 en profesor honorario.
En 1856, fue nombrado director del hospital de Georgen y médico personal del duque de Sajonia-Meiningen en Meiningen. Fue nombrado consejero médico y consejero de la corte e incluido en la delegación médica del gobierno ducal. Domrich fue nombrado consejero médico principal en 1866 y consejero privado en 1883.
Fue coeditor de los Anales de Fisiología y Medicina de Jena de 1849 a 1851.
El 1 de noviembre de 1848 recibió el epíteto de Eberhard Schmidt. Admitido como miembro de la Leopoldina en 1592. 
Se casó con Maria Helena el 19 de septiembre de 1859, cuyo nombre de soltera es von Hase (nacida el 3 de agosto de 1832 en Jena), hija del teólogo Karl von Hase.

## Literatura
- Alma Kreuter: Neurólogos y psiquiatras de habla alemana: un léxico biográfico-bibliográfico desde los precursores hasta mediados del siglo XX. siglo. 3 volúmenes. KG Saur, Múnich 1996, ISBN 3-598-11196-7, volumen 1, página 258. Copia digital

## Enlaces web
- Mitgliedseintrag von Ottomar Domrich bei der Deutschen Akademie der Naturforscher Leopoldina
- CERL Thesaurus: Domrich, Ottomar
- Werke von und über Ottomar Domrich in der Deutschen Digitalen Bibliothek
- Domrich, Ottomar in der Deutschen Biographie
- Kalliope-Verbund: (22.04.1819, Oldisleben – 22.04.1907, Meiningen)